# Encarsia brevivalvula
Encarsia brevivalvula är en stekelart som beskrevs av Hayat 1989. Encarsia brevivalvula ingår i släktet Encarsia och familjen växtlussteklar. Inga underarter finns listade i Catalogue of Life.